# Xanca campanera
La xanca campanera (Myrmothera campanisona) és una espècie d'ocell de la família dels gral·làrids (Grallariidae).

## Hàbitat i distribució
Habita les espesures de bambú, el terra del bosc i sotabosc dels turons i muntanyes, des de l'est de Colòmbia, Veneçuela i Guyana, cap al sud, a través de l'est de l'Equador i nord i centre del Perú fins al centre de Bolívia. Est de Brasil, est de Paraguai i nord-est de l'Argentina.